# Toivo Haapanen
Toivo Elias Haapanen (ur. 15 maja 1889 w Karvia, zm. 22 lipca 1950 w Asikkala) – fiński dyrygent, skrzypek i muzykolog promujący muzykę fińską, autor pierwszej pracy poświęconej historii muzyki fińskiej.

## Życiorys
W latach 1907–1911 Haapanen uczył się teorii muzyki oraz gry na skrzypcach w Helsinkach. Od 1912 do 1917 pracował jako skrzypek w dwóch helsińskich orkiestrach. Naukę kontynuował w 1921 w Belinie oraz w 1924 w Paryżu. Rok później uzyskał tytuł doktora na Uniwersytecie Helsińskim (studiował muzykologię u Ilmara Krohna). Od 1926 był wykładowcą Uniwersytetu Helsińskiego (od 1946 jako profesor nadzwyczajny). W latach 1926–1936 piastował stanowisko dyrygenta orkiestry studenckiej w stolicy Finlandii. W 1936 został wybrany przewodniczącym Fińskiego Związku Kompozytorów. Od 1928 do 1929 był dyrygentem orkiestry miejskiej w Turku. Od 1929 pracował jako dyrygent orkiestry radiowej; do 1946 był również kierownikiem sekcji muzycznej Yle. W 1943 stał się członkiem Królewskiej Akademii Muzycznej w Sztokholmie. W 1947 został wybrany przewodniczącym fińskiej Państwowej Rady Muzyki.

## Wybrane prace
Opracowano na podstawie materiału źródłowego:
- 1922-1922: Verzeichnis der mittelalterlichen Handschriftenfragmente in der Universitätsbibliothek zu Helsingfors
- 1924: Die Neumenfragmente der Universitätsbibliothek Helsingfors  (praca doktorska)
- 1926: Suomalaiset runomittateoriat 1800-luvulla
- 1940: Suomen säveltaide